# Эдди Медуза
Эррол Леонард Норстедт (англ. Errol Leonard Norstedt), известный под сценическим псевдонимом Эдди Медуза (англ. Eddie Meduza; 17 июня 1948 года в приходе Оргрюте, Гетеборг — 17 января 2002 года в Нёббеле за пределами Векшё), — шведский автор песен, композитор, автор текстов, музыкант, комик, певец и мульти-инструменталист. Среди инструментов, на которых он играл, — гитара, бас-гитара, саксофон, аккордеон и фортепиано.

## Дискография
- 1975 — Errol
- 1979 — Eddie Meduza & Roarin' Cadillacs
- 1980 — Garagetaper
- 1981 — Gasen I Botten
- 1982 — För Jævle Braa!
- 1983 — Dåren É Lös
- 1984 — West A Fool Away.
- 1985 — Ain’t Got No Cadillac
- 1990 — You Ain’t My Friend
- 1995 — Harley Davidson
- 1997 — Silver Wheels
- 1998 — Värsting Hits
- 1999 — Väg 13
- 2001 — Scoop